# 拉蘭雅達特拉
19°53′56″S 41°03′25″W / 19.89889°S 41.05694°W
拉蘭雅達特拉（葡萄牙語：Laranja da Terra），是巴西的城鎮，位於該國東南部，由聖埃斯皮里圖州負責管轄，始建於1988年5月16日，面積457平方公里，海拔高度150米，2010年人口10,825，人口密度每平方公里23.69人。